# Libellago greeni
Libellago greeni là loài chuồn chuồn trong họ Chlorocyphidae. Loài này được Laidlaw mô tả khoa học đầu tiên năm 1924.